# Alchenstorf
Alchenstorf (toponimo tedesco) è un comune svizzero di 579 abitanti del Canton Berna, nella regione dell'Emmental-Alta Argovia (circondario dell'Emmental).

## Storia
Il 1º gennaio 1888 ha inglobato il comune soppresso di Wil.

## Società

### Evoluzione demografica
L'evoluzione demografica è riportata nella seguente tabella:
Abitanti censiti

## Amministrazione
Ogni famiglia originaria del luogo fa parte del cosiddetto comune patriziale e ha la responsabilità della manutenzione di ogni bene ricadente all'interno dei confini del comune; il comune patriziale di Wil è indipendente.